# Christopher Myngs
Sir Christopher Myngs, né vers 1625 et mort le 11 juin 1666 à la bataille des Quatre Jours, est un pirate, corsaire et amiral britannique. Originaire du Norfolk, il est apparenté à un autre amiral, Sir Cloudesley Shovell. L'histoire de Pepys à propos de ces origines modestes, comme explication à sa popularité, est en réalité erronée. On trouve souvent son nom orthographié Mings.

## Biographie
Officier de la Royal Navy, il participe dans la mer des Caraïbes à la première guerre anglo-néerlandaise, mais se comporte comme un pirate, pillant les villes côtières du Vénézuela. Sur la plainte des Espagnols, il est arrêté par Edward d'Oyley, gouverneur de la Jamaïque et renvoyé en Angleterre. Il obtient le pardon du roi Charles II qui lui remet une lettre de marque et lui confie le commandement du Centurion. En 1662 il s'empare de Santiago de Cuba, puis mène une expédition d'une grande brutalité contre San Francisco de Campeche au cours de laquelle il est grièvement blessé. De retour en Angleterre, il participe à la deuxième guerre anglo-néerlandaise avec le grade de vice-amiral. Il est à nouveau blessé à la bataille des Quatre Jours et meurt de ses blessures peu de temps après son rapatriement en Angleterre.